# Nullallel
Ein Nullallel ist ein Allel, dessen Effekt entweder das Fehlen eines Genproduktes auf der molekularen Ebene oder die Abwesenheit einer Funktion auf der Phänotypebene ist.
Ein Beispiel sind die menschlichen Blutgruppen A, B und 0. Die Allele für das A- und das B-Antigen sind kodominant, werden also beide exprimiert, wenn beide existieren. Das 0-Allel hingegen ist identisch mit dem A-Antigen-Allel, allerdings mit einer wahrscheinlich mutationsbedingten Basensubstitution. Das so kodierte Protein ist dysfunktional, was sich phänotypisch in einer Abwesenheit von jeglichem Antigen auswirkt. Folglich ist das Gruppe-0-Allel eine Art Nullallel.
In Bezug auf genetische Marker handelt es sich bei Nullallelen um den Verlust eines Markers, z. B. Mikrosatelliten, durch Mutation während des PCR-Prozesses. Durch eine Veränderung der Sequenz, an die der Primer bindet, kann der entsprechende Abschnitt nicht amplifiziert werden und aus dem Allel wird ein Nullallel. Dies kann zu Fehlinterpretationen z. B. bei Vaterschaftsanalysen führen.